# ナナ・ヴァスコンセロス
ナナ・ヴァスコンセロス（Naná Vasconcelos、1944年8月2日 - 2016年3月9日）は、ブラジルのパーカッショニスト、ボーカリスト、ビリンバウ奏者である。24枚以上のアルバムを発表しているソロ・アーティストとして、またパット・メセニー、ドン・チェリー、ビョーク、ヤン・ガルバレク、エグベルト・ジスモンチ、ガトー・バルビエリ、ミルトン・ナシメントらのバッキング・ミュージシャンとして仕事している。

## 略歴
ヴァスコンセロスはブラジルのペルナンブーコ州レシフェで生まれた。1967年からパーカッショニストとして多くのアーティストの作品に参加している。数多くのコラボレーションの中で、1976年から1980年までのジョン・ハッセルのアルバム4枚（ブライアン・イーノとハッセルによる『第四世界の鼓動』を含む）に貢献し、その後、1980年代初頭から1990年代初頭にかけていくつかのパット・メセニー・グループの作品とヤン・ガルバレクのコンサートに貢献した。1984年には、ポール・モチアンとともにピエール・ファーヴルのアルバム『Singing Drums』に参加した。また、ラルフ・タウナーと一緒にアリルド・アンデルセンのアルバム『イフ・ユー・ルック・ファー・イナフ』にも参加している。
彼はドン・チェリー、コリン・ウォルコットとコドナという名前のグループを結成し、1978年、1980年、1982年に3枚のアルバムをリリースした。
1984年から1989年まで、イギリスで最初のサンバ・スクールであるロンドン・スクール・オブ・サンバの名誉会長を務めた。
1981年、クリエイティブ・ミュージック・スタジオ10周年を記念して開催されたウッドストック・ジャズ・フェスティバルに出演。1998年、ヴァスコンセロスは、エイズ・ベネフィット・コンピレーション・アルバム『Onda Sonora: Red Hot + Lisbon』（レッド・ホット・オーガニゼーション制作）に「Luz de Candeeiro」を提供した。
ヴァスコンセロスは、1984年から1990年までの7年間、『ダウン・ビート』誌の評論家投票で「ベスト・パーカッショニスト・オブ・ザ・イヤー」を受賞した。また、8つのグラミー賞も受賞している。
ヴァスコンセロスは、2015年半ばに肺癌と診断された。
2016年3月9日、ブラジル・ペルナンブーコ州レシフェにて、肺癌で亡くなった。71歳没。

## 楽器
ヴァスコンセロスは、コンガ、ビリンバウ、瓢箪ドラム、トライアングル、ドラム、シンバル、ヘピニキ、タンバリン、ゴング、カシシ、トーキングドラム、クイーカ、シェイカー、パルマ、パンデイロ、ザブンバ、ウドゥ、カバサ、プラト、タンボール、ハイハット、ベル、ウォータードラム、ヴィブラフォン、ギロ、ガンザ、カウベル、タブラ、シェケレ、トルコドラム、スルド、シェル、アフリカンベル、アゴゴ、クレイ・ポット、ティンパニ、スネアドラム、フレクサトーン、チベットゴング、その他のパーカッションを演奏してきた。

## ディスコグラフィ

### リーダー・アルバム
- 『アフリカデウス』 - Africadeus (1973年)
- Amazonas (1973年)
- 『ナナ＝ネルソン・アンジェロ＝ノヴェリ』 - Nana, Nelson Angelo, Novelli (1975年) ※with ネルソン・アンジェロ、ノヴェリ
- Kundalini (1978年) ※with ペリー・ロビンソン、バダル・ロイ
- 『サウダージ』 - Saudades (1979年、ECM)
- Zumbi (1983年)
- Nanatronics (1985年)
- 『ブッシュ・ダンス』 - Bush Dance (1986年) ※with アート・リンゼイ
- Asian Journal (1988年) ※with スティーヴ・ゴーン、マイク・リッチモンド、バダル・ロイ
- 『レイン・ダンス』 - Rain Dance (1989年) ※with ドン・チェリー、シロ・バプティスタ、ピーター・シェラー
- Lester (1990年)
- 『イフ・ユー・ルック・ファー・イナフ』 - If You Look Far Enough (1993年) ※with アリルド・アンデルセン、ラルフ・タウナー
- Contando Estórias (1994年)
- Storytelling (1995年)
- Contando Estórias (1995年)
- 『インクラシフィカーブレ』 - Inclassificable (1995年) ※with アンディ・シェパード、スティーヴ・ロダー
- Fragments: Modern Tradition (1997年)
- Contaminação (1999年)
- Saravah compilation (1999年)
- Fragmentos (2001年) ※with ドミニオ・プブリコ
- Minha Lôa (2002年)
- Isso Vai Dar Repercussão (2004年) ※with イタマール・アスンサォン
- Vasconcelos, Salis, Consolmagno (2005年)
- Chegada (2005年)
- Trilhas (2006年)
- 『シンフォニア&バトゥーキ』 - Sinfonia & Batuques (2011年)
- 『フォー・エレメントス』 - 4 Elementos (2013年)